# Оцет

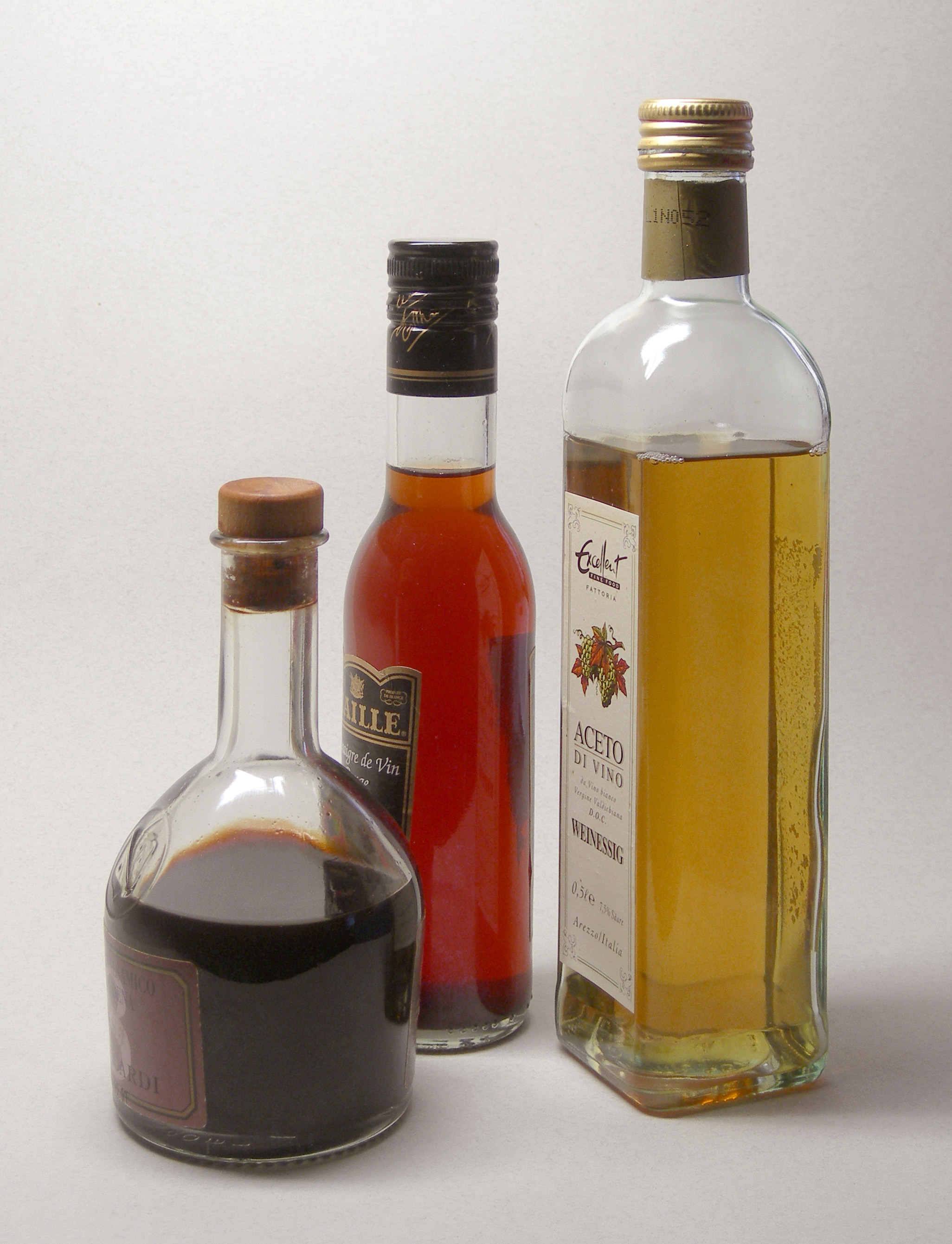
Зліва направо: бальзамічний оцет, червоний і білий винний оцет.

О́цет (від лат. acetum) — водний розчин оцтової кислоти (зазвичай 4-12%) та мікроелементів, які можуть містити ароматизатори. Широко використовується в кулінарії як приправа.
Оцтову кислоту отримують через бродіння з етанолу за допомогою оцтовокислих бактерій. Відповідно, оцет можна отримувати шляхом бродіння з вина (бактерії Bacterium xylinoides), пива (бактерії Bacterium rancens і Bacterium acetoum), горілки, злаків, цукрового буряка, плодових соків тощо. До розвитку синтетичної хімії у XX сторіччі оцет виготовляли ферментацією вина. Для харчових потреб вживається понад 5 000 років.
В Україні поширений дешевий оцет, який виробляють із синтетичної оцтової кислоти. У країнах Західної Європи в кулінарії надають перевагу натуральному винному — виготовленому з червоного чи білого винограду, у країнах Далекого Сходу поширений рисовий оцет.
У разі отруєння оцтом необхідно провести промивання шлунка 2 % розчином питної соди.

## Чистота
Білий оцет часто використовують як побутовий засіб для чищення. З метою безпеки та щоб уникнути пошкодження поверхонь, що очищаються, у більшості випадків рекомендується розбавляти його водою. Оскільки він кислий, він може розчиняти мінеральні відкладення на склі, кавоварках та інших гладких поверхнях. Оцет відомий як ефективний очищувач нержавіючої сталі та скла.
Оцет можна використовувати для полірування міді, латуні, бронзи або срібла. Це чудовий розчинник для очищення епоксидної смоли, а також жувальної гумки на цінниках типу наклейок. Повідомлялося про ефективний засіб для очищення стоків.
Використання оцту в посудомийних і пральних машинах може призвести до пошкодження їхніх гумових ущільнень і шлангів, що призведе до протікання. Згідно з тестуванням, проведеним Consumer Reports, оцет неефективний як ополіскувач і для видалення плівки жорсткої води під час використання в посудомийній машині. За словами Брайана Сансоні, головного представника Американського інституту прибирання, оцет «не дуже корисний у разі плям, які вже в'їлися в одяг, включно з плямами від їжі та крові». До інших предметів домашнього вжитку й поверхонь, що можуть бути пошкоджені оцтом, належать підлога, кам'яні стільниці, ножі, екрани електронних пристроїв, ємності для води, праски для одягу та гумові компоненти різної дрібної побутової техніки. Поширені метали, які можуть бути пошкоджені оцтом, включають алюміній, мідь і низькоякісні сорти нержавіючої сталі, які часто використовуються в дрібній побутовій техніці.